# Melissa García Caballero
Melissa García Caballero (Ronda, 1985) es una investigadora española especializada en biología molecular. Su trabajo se centra en el estudio de la angiogénesis y su relación con el cáncer, contribuyendo al desarrollo de nuevas terapias para el linfedema en pacientes oncológicos y a la identificación de compuestos antitumorales. Por su labor ha sido galardonada con el Premio L'Oréal-UNESCO a Mujeres en Ciencia, entre otros reconocimientos.

## Trayectoria
García Caballero es licenciada en Biología y doctora por la Universidad de Málaga, donde realizó una tesis doctoral internacional centrada en la identificación y caracterización de nuevos compuestos con propiedades anti-linfangiogénicas y antitumorales.
Tras su doctorado, llevó a cabo estancias postdoctorales en la Universidad de Lieja y en la Universidad Católica de Lovaina en Bélgica. En Lieja, como becaria Marie Curie, desarrolló un modelo experimental para estudiar la formación de melanoma y la invasión metastásica a ganglios linfáticos. En esta etapa identificó dos nuevos compuestos inhibidores de la linfangiogénesis tumoral, como potencial terapéutico en oncología.
Posteriormente, continuó su investigación en el Center for Cancer Biology de la Universidad Católica de Lovaina, en el Laboratory of Angiogenesis and Vascular Metabolism junto al profesor Peter Carmeliet, donde analizó el metabolismo de las células endoteliales sanguíneas y linfáticas en enfermedades tumorales. Su trabajo en este campo contribuyó a la puesta en marcha de un ensayo clínico de Fase II en colaboración con el Hospital UZ de Lovaina, evaluando el impacto de la dieta cetogénica en la estimulación de la formación de nuevos vasos linfáticos y la prevención del linfedema en pacientes sometidos a la extirpación de ganglios linfáticos debido al cáncer.
Además, en 2021 fue seleccionada por la Universidad de Málaga dentro del programa Beatriz Galindo, una iniciativa del Ministerio de Universidades destinada a atraer talento científico de investigadores con trayectoria internacional en centros extranjeros. Esta convocatoria permite la contratación de las personas seleccionadas durante un periodo de cuatro años con el compromiso de consolidación posterior. Desde entonces ejerce su labor en el Departamento de Biología Molecular y Bioquímica de la Universidad de Málaga como investigadora Beatriz Galindo. Su trabajo se centra en la biología molecular del cáncer, con especial interés en al linfangiogénesis tumoral, la angiogéneis y el metabolismo de las células endoteliales en condiciones patológicas. Además investiga nuevas dianas terapéuticas y estrategias innovadoras para modular estos procesos, con el objetivo de mejorar los tratamientos contra el cáncer.

## Reconocimientos
En 2021, Melissa García Caballero fue una de los cinco investigadores seleccionados por la Universidad de Málaga dentro del programa Beatriz Galindo, para atraer talento científico y aportar a las universidades excelencia científica e investigación de vanguardia. Al año siguiente, en 2022, fue reconocida con el Premio L'Oréal-UNESCO a Mujeres en Ciencia otorgado a mujeres menores de 40 y que, ese año, se centró en el ámbito de las Ciencias de la vida.
En 2023, recibió el premio a "Investigadora en Ciencia y Tecnología del año" en los III Premios Margarita Salas, reconociendo su impacto en Biomedicina y su impulso al papel de la mujer en la ciencia. Por último, en 2024, fue galardonada con el Premio Málaga de Investigación en la modalidad de Ciencias, otorgado por la Fundación Málaga junto a la Real Academia de Bellas Artes de San Telmo y la Academia Malagueña de Ciencias, en reconocimiento a su contribución al avance del conocimiento en su campo.